# Swissaid
Notes
membre de la communauté de travail Alliance Sud
SWISSAID est une organisation de coopération au développement suisse, créée en 1948, indépendante politiquement et confessionnellement.
Elle est active dans la coopération au développement dans neuf pays. Au sein de ces pays, elle soutient des projets principalement dans les domaines de l'agroécologie, le renforcement des femmes et l'égalité, les semences locales traditionnelles, l'adaptabilité des paysan-ne-s face au changement climatique et les ressources naturelles. Les projets sont pilotés directement depuis les bureaux à l'étranger, par des coordinatrices et coordinateurs locaux. En Suisse, la fondation essaie d'influencer les décisions concernant la politique du développement et informe la population sur les causes de la pauvreté et de la faim. Elle emploie environ 190 collaboratrices et collaborateurs dans le monde, dont 40 en Suisse. Depuis 2018, Markus Allemann assure la direction de la fondation. La présidence de SWISSAID est assurée par Fabian Molina.

## Histoire
Le Don suisse qui a assuré les premiers secours dans une Europe dévastée par la guerre, a donné naissance, en 1948, à l'Aide suisse à l'Europe, organisation de récolte de fonds commune à diverses associations suisses actives à l'époque. En 1950, L'Aide suisse à l'Europe ne se charge pas seulement de tâches de coordination et de récolte de fonds, mais conduit également ses propres actions.
En 1956, les activités prennent  fin en Allemagne de l'Ouest. La Grèce devient la principale bénéficiaire de l'entraide. L'assemblée des membres de l'Aide suisse à l'Europe décide que, à l'avenir, des actions seront également menées hors du Vieux-Continent. Ainsi, l'Aide suisse à l'Europe change de nom et devient l'Aide suisse à l'étranger.
En 1960, les premiers projets de l'Aide suisse à l'étranger marquent le début de la coopération au développement à proprement parler, en Inde tout d'abord, puis dès 1964 au Tchad. Elle soutient la construction de systèmes d'irrigation, la création de centres de formation agricole et la réhabilitation des malades de la lèpre.
Pour une meilleure compréhension, l'Aide suisse à l'étranger devient l'organisation « SWISSAID » en 1968 et fonde en 1971 avec Action de Carême, Pain pour le prochain et Helvetas une « Communauté de travail des œuvres d'entraide » (nommée depuis 2005 Alliance Sud). Ceci afin de mieux informer la population suisse de la coopération au développement et des origines de la pauvreté. Les premières associations de commerce équitable Magasins du Monde naissent de cette communauté de travail.
Entre 1970 et 1990, SWISSAID étend son action à 9 pays (Inde, Birmanie, Équateur, Nicaragua, Colombie, Tchad, Niger, Tanzanie et Guinée-Bissau). Cette période est marquée par la présidence, de 1973 à 1985, de Rudolf von Albertini, historien suisse spécialisé dans les questions de décolonisation.
En 1992, SWISSAID contribue à la création de la fondation Max Havelaar en Suisse.
En 1998, SWISSAID fête ses 50 ans notamment avec des enfants dans la salle du Conseil national à Berne et avec son Palais du monde qui s’arrêtera dans 18 villes de Suisse pour aller à la rencontre de ses donateurs.
En 1999, SWISSAID a été l’une des dernières ONG à rester en Guinée-Bissau malgré la guerre civile qui fait rage depuis un an. Elle a joué un rôle central dans la coordination des actions de la société civile pour la paix. Au Tchad, elle soutient la société civile qui fait pression sur le Parlement afin d'adopter la loi 001 qui règle l’utilisation des bénéfices du pétrole. Car 80 % des moyens doivent être utilisés pour la lutte contre la pauvreté.
En 2005, avec le soutien des organisations partenaires de SWISSAID en Colombie, les autorités locales ont classé le Resguardo Indígena Zenú – un territoire qui couvre 83 000 hectares – en tant que zone libre de toute expérimentation et de cultures vouées au génie génétique. En 2006, une étude du GRAMP/TC au Tchad, une organisation partenaire de SWISSAID, a clairement prouvé que la société ESSO a bafoué le droit du travail. En conséquence, elle a été condamnée à verser 15 millions de francs aux travailleurs lésés.
À la suite d'un fructueux lobbying de SWISSAID et d’autres organisations non gouvernementales, la Suisse décide d’adhérer en 2009 à l’Initiative pour la transparence dans les industries extractives (EITI). Cette initiative vise à faire la lumière sur les revenus issus des matières premières dans les pays en développement.
En 2016, l’initiative pour des multinationales responsables activement soutenue par SWISSAID et 76 autres organisations non gouvernementales aboutit avec plus de 140'000 signatures. Ce plébiscite souligne que les multinationales suisses doivent respecter les droits humains et l’environnement à l’étranger également. La votation populaire a lieu en 2020. Acceptée par le peuple, elle n'obtient tout de même pas la double majorité des cantons. En 2025, lassée par la passivité de la Suisse, la coalition lance une nouvelle initiative.
En 2020, SWISSAID créé l’Alliance Sufosec avec cinq autres organisations: Action de carême, Vétérinaires sans Frontières, Vivamos Mejor, Aqua Alimenta et la Fondation Skat. Elles deviennent les partenaires communs de la Direction du développement et de la coopération (DDC) pour les quatre prochaines années. Ce partenariat a été renouvelé en 2024 pour 4 ans. Ensemble, les six organisations poursuivent un programme ambitieux de réduction de la faim et de la pauvreté grâce à l’agroécologie, le renforcement des sociétés civiles et la coopération en réseau, notamment dans le domaine du développement et de la sauvegarde des connaissances.
En 2021, en collaboration avec l’Institut de recherche de l’agriculture biologique (FiBL) et l’Alliance pour la souveraineté alimentaire en Afrique (AFSA), SWISSAID lance le projet CROPS4HD. Cet ambitieux projet a pour but la promotion de la production et la consommation d’espèces végétales locales et résilientes et assure une alimentation saine et diversifiée à la population. Il est soutenu par la Direction du développement et de la coopération (DDC).
En 2023, SWISSAID fête ses 75 ans.
La Fondation est présidée de 1973 à 1985 par Rudolf von Albertini, historien et chercheur en décolonisation. Ont suivi Andreas Blum (1985-1990), Gabrielle Nanchen (1990-1998), Lilian Uchtenhagen (1998-2003) et Simonetta Sommaruga (2003-2007), qui a été remplacée par l'ancien conseiller national Rudolf Rechsteiner (2008-2019). De 2019 à 2024, Bastienne Joerchel et Fabian Molina ont coprésidé SWISSAID. Depuis 2024, Fabian Molina, conseiller national (PS), assure la présidence seul.

## Mission et approche
SWISSAID s'engage pour un monde dans lequel la faim n’existe plus et où même les personnes les plus démunies peuvent vivre une vie saine, digne et autonome.
SWISSAID créé des solutions durables et équitables pour lutter contre la crise alimentaire mondiale. Ses projets visent à renforcer les femmes, notamment dans les régions rurales, afin de vaincre durablement la faim. La Fondation s'engage également en faveur d’un tournant agroécologique et soutient les populations du Sud dans la production et la commercialisation de leurs produits tout en préservant les ressources. Ce faisant, SWISSAID renforce la biodiversité et aide les populations à s'adapter face au changement climatique. Pour que même les personnes les plus démunies puissent assurer leur sécurité alimentaire de manière indépendante et saine.
SWISSAID met un point d’honneur à travailler directement avec du personnel local. Dans chacun des neuf pays où elle est active, un bureau presque exclusivement composé de personnel de la région coordonne les différents projets. Ces professionnel-le-s ont une excellente connaissance du terrain, des différents dialectes et de la culture propre à chaque région. Une condition essentielle au bon fonctionnement des projets. Ces bureaux travaillent en étroite collaboration avec des partenaires locaux – ONG et secteur public et privé – et mettent ainsi en œuvre les projets de manière efficace et minutieuse.

## Organisation
Le Conseil de fondation est la plus haute instance de la Fondation, dont quelques membres forment le Comité du Conseil de fondation, chargé notamment de l'engagement d'un directeur. Ce dernier forme avec 3 collaboratrices et collaborateurs un comité qui est l'organe exécutif de la fondation.